# Ayla Ågren
Ayla Ågren (Bærum, 23 de julho de 1993) é uma piloto profissional de automóveis com dupla cidadania norueguesa e sueca.
Ågren pilota desde os 7 anos de idade. Ela começou a pilotar karts e competiu nos campeonatos mundial, europeu, holandês, alemão, sueco, dinamarquês e norueguês. Em 2012, fez sua primeira temporada em corridas de monoposto competindo na série de verão Skip Barber.
Em 2014 sagrou-se campeão do Campeonato Americano de F1600. Entre 2015 e 2017, Ågren competiu no Campeonato Nacional dos EUA de F2000. Atualmente, ela disputa o campeonato de W Series de 2021 representando a Noruega.